# Thymse Berg
De Thymse Berg is een heuvel in de gemeente Rhenen in de Nederlandse provincie Utrecht. Het ligt in het gebied van de Lijster eng, ten noordwesten van Rhenen en maakt deel uit van de stuwwal Utrechtse Heuvelrug. Op de Thymse Berg is een gelijknamig vakantiepark gevestigd. Ten noorden van het gebied ligt het Remmersteinsche Bosch met de Paasheuvel, aan de zuidkant de Donderberg en ten zuidoosten de Koerheuvel (met watertoren). Aan de zuidkant van het gebied ligt ook het landhuis met landgoed De Tangh.
De hoogste heuvel is 48,5 meter hoog en de meest noordelijke 46,9 meter.
In het bosgebied van de Lijstereng zijn in de bronstijd een urnenveld en een aantal grafheuvels aangelegd.

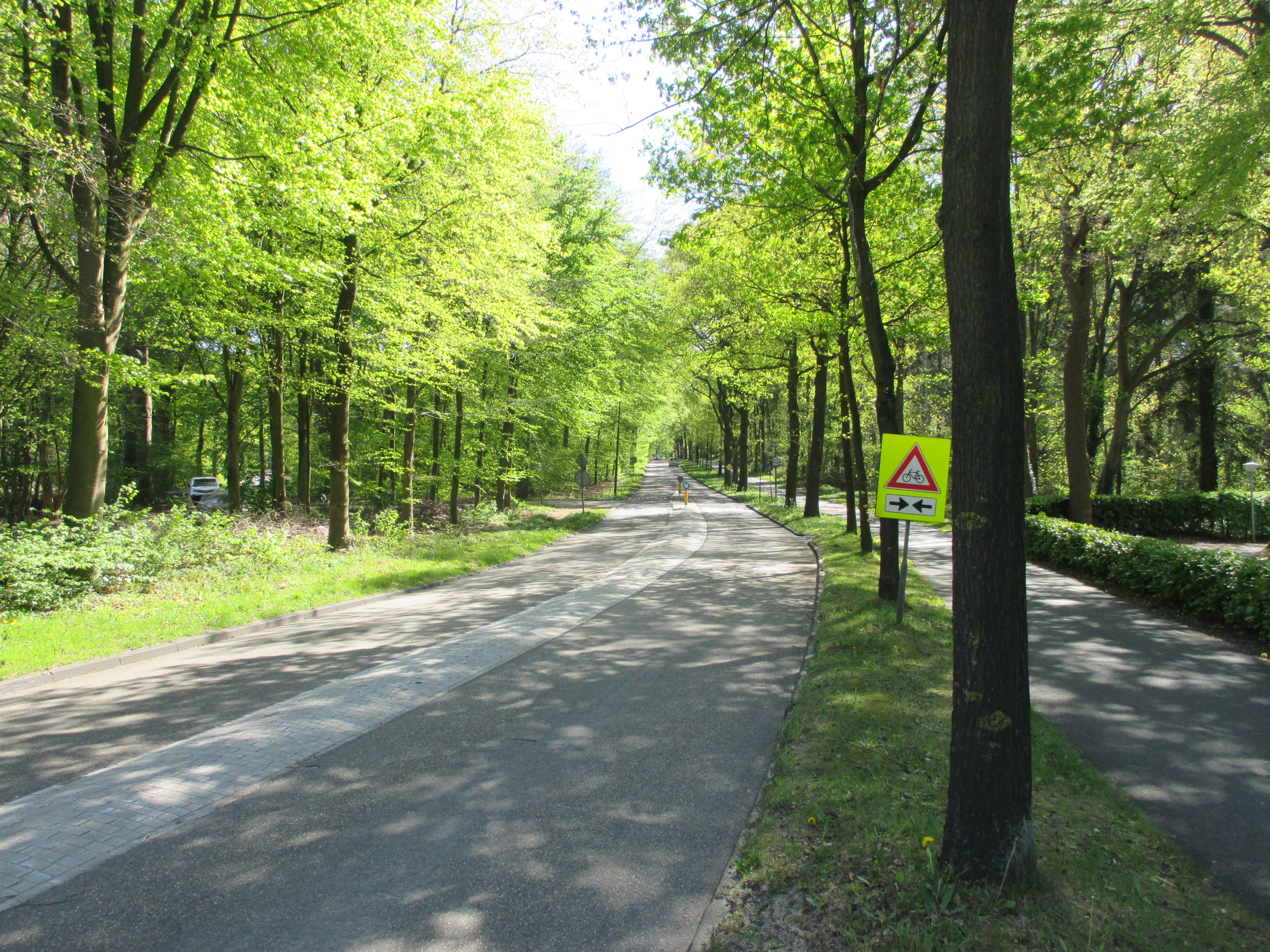
Geertesteeg richting Rhenen
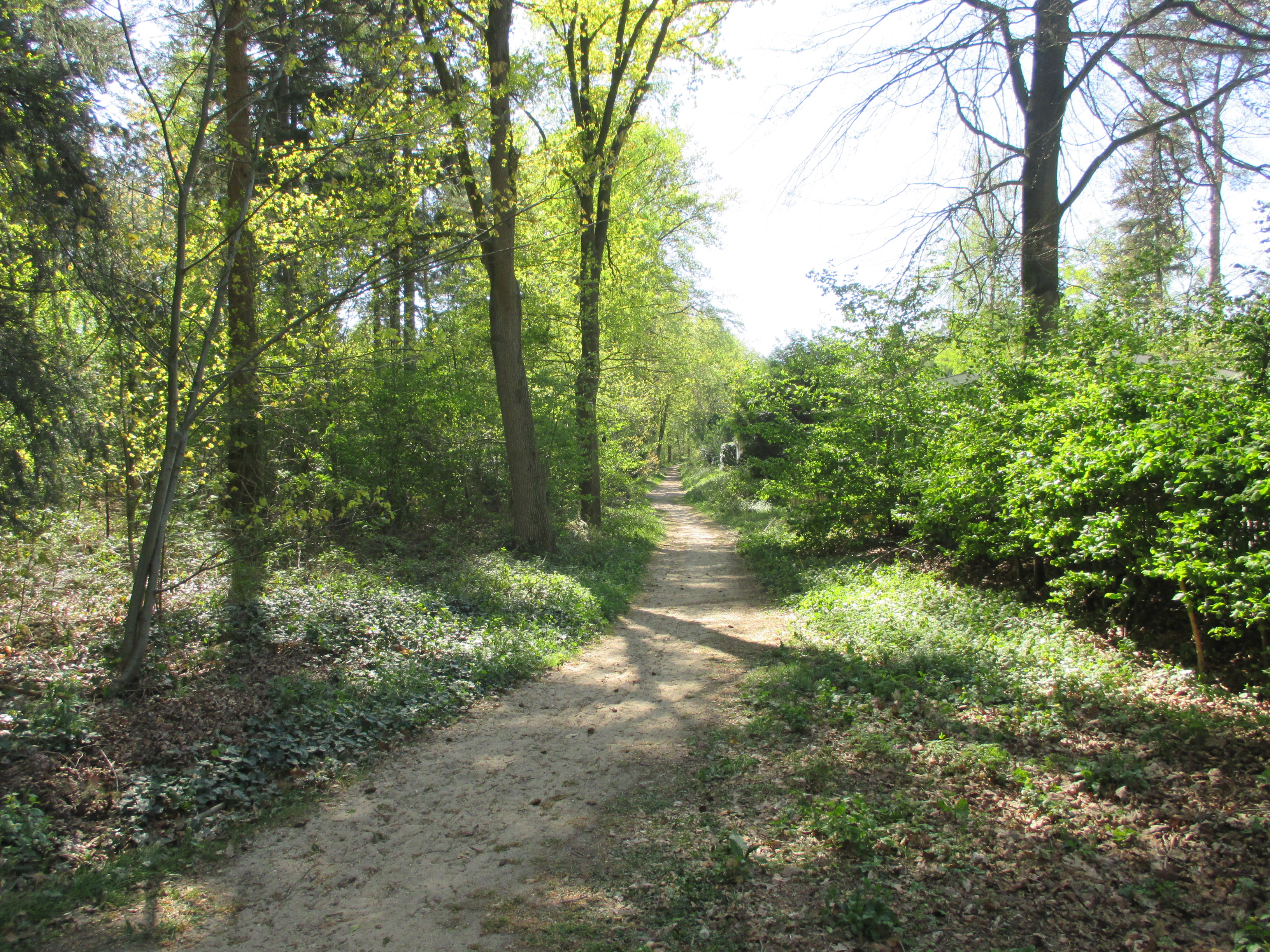
Pad richting top ten zuiden vakantiepark